# Asundi, Ranibennur
Asundi là một làng thuộc tehsil Ranibennur, huyện Haveri, bang Karnataka, Ấn Độ.